# Jean-François Labbé
Pour les personnes ayant le même patronyme, voir Labbé.
Temple de la renommée LAH : 2016
Jean-François Labbé (né le 15 juin 1972 à Sherbrooke, dans la province de Québec au Canada) est un joueur professionnel canadien de hockey sur glace,,.

## Carrière
Après avoir joué pendant quatre saisons dans la Ligue de hockey junior majeur du Québec (LHJMQ), Jean-François Labbé, n'ayant pas été sélectionné par les équipes de la LNH lors des repêchages, signe comme agent libre avec les Sénateurs d'Ottawa en 1994. Il entame alors une brillante carrière dans la LAH. Après avoir joué pour les Senators de l'Île-du-Prince-Édouard, il passe une saison avec les Aces de Cornwall puis il s'engage avec les Bears de Hershey pour la saison 1996-1997. Il connaît alors sa meilleure saison dans la LAH, remportant le trophée Harry-« Hap »-Holmes du gardien ayant la plus petite moyenne de buts encaissés, le trophée Aldege-« Baz »-Bastien du meilleur gardien et enfin le trophée Les-Cunningham du meilleur joueur de la saison.
Il joue ensuite pour les Bulldogs de Hamilton puis pour les Wolf Pack de Hartford. Lors de sa deuxième saison avec Hartford, en 1999-2000, il joue son premier match dans la Ligue nationale de hockey avec l'équipe affiliée des Wolf Pack, les Rangers de New York. Lors de cette saison, il inscrit un but contre les Citadelles de Québec en tirant dans le but laissé vide par ses adversaires afin de faire rentrer un attaquant supplémentaire. Il remporte son deuxième trophée Harry-« Hap »-Holmes et remporte la coupe Calder.
Après avoir commencé la saison suivante avec Hartford, il est échangé par les Rangers aux Blue Jackets de Columbus. C'est avec cette équipe qu'il a encore l'opportunité de jouer dans la LNH, faisant trois apparitions en 2001-2002 puis onze en 2002-2003. Il joue cependant essentiellement avec l'équipe affilée de Columbus dans la LAH, le Crunch de Syracuse.
En 2003, il franchit l'atlantique et part jouer en Europe. Il joue 30 matchs dans la Superliga russe puis il revient au Canada, afin de jouer avec le Garaga de Saint-Georges de la Ligue de Hockey Senior Majeur du Québec.
Les trois saisons suivantes, il joue en Allemagne dans la DEL avec le Augsburger Panther et le Ice Tigers de Nuremberg.
Lors des deux saisons suivantes, il joue avec les Capitals de Vienne en Autriche dans l'EBEL.
En 2009-2010, il joue 12 matchs avec les Generals de Flint de la Ligue internationale de hockey, en plus d'agir comme 2e gardien pour quelques matchs du Saint-François de Sherbrooke de la Ligue nord-américaine de hockey.
Pour la 2010-2011, il agit comme entraîneur-adjoint et 3e gardien avec le Saint-François de Sherbrooke.
À l'été 2011, en compagnie de Gilles Péloquin et de Jean-Guy Boisvert, il décide d'acheter le Saint-François de Sherbrooke et de déménager l'équipe à Windsor. En plus d'être un des propriétaires, il est le directeur général du Wild de Windsor.
Le 12 juillet 2012, il est nommé entraîneur chef du Caron et Guay de Trois-Rivières. Le 14 janvier 2013, il est congédié de son poste d'entraîneur-chef.

## Statistiques
Pour les significations des abréviations, voir Statistiques du hockey sur glace.
| Année      | Équipe                              | Compétition |    | Saison régulière | Saison régulière | Saison régulière | Saison régulière | Saison régulière | Saison régulière | Saison régulière | Saison régulière | Saison régulière | Saison régulière |    | Séries éliminatoires | Séries éliminatoires | Séries éliminatoires | Séries éliminatoires | Séries éliminatoires | Séries éliminatoires | Séries éliminatoires | Séries éliminatoires | Séries éliminatoires |
| Année      | Équipe                              | Compétition | PJ | V                | D                | Pr/N             | Min              | BC               | Moy              | % Arr            | Bl               | Pun              | PJ               | V  | D                    | Min                  | BC                   | Moy                  | % Arr                | Bl                   | Pun                  |                      |                      |
| 1989-1990  | Draveurs de Trois-Rivières          | LHJMQ       | 28 | 13               | 12               | 0                | 1499             | 106              | 4,24             | 86,5 %           | 1                |                  | 3                | 1  | 1                    | 132                  | 8                    | 3,62                 | 86,9 %               | 0                    | 2                    |                      |                      |
| 1990-1991  | Draveurs de Trois-Rivières          | LHJMQ       | 54 | 34               | 15               | 0                | 2872             | 158              | 3,30             | 89,2 %           | 5                |                  | 5                | 1  | 3                    | 233                  | 19                   | 4,89                 | 86,7 %               | 0                    | 2                    |                      |                      |
| 1991-1992  | Draveurs de Trois-Rivières          | LHJMQ       | 48 | 30               | 12               | 3                | 2749             | 139              | 3,03             | 89,6 %           | 1                |                  | 15               | 10 | 3                    | 791                  | 33                   | 2,50                 | 91,5 %               | 1                    | 0                    |                      |                      |
| 1992-1993  | Faucons de Sherbrooke               | LHJMQ       | 3  | 1                | 2                | 0                | 187              | 13               | 4,16             | 86,2 %           | 0                |                  | -                | -  | -                    | -                    | -                    | -                    | -                    | -                    | -                    |                      |                      |
| 1992-1993  | Olympiques de Hull                  | LHJMQ       | 43 | 25               | 16               | 2                | 2515             | 144              | 3,44             | 89,7 %           | 2                |                  | 10               | 6  | 3                    | 518                  | 24                   | 2,78                 | 92,5 %               | 1                    | 2                    |                      |                      |
| 1993-1994  | Senators de l'Île-du-Prince-Édouard | LAH         | 7  | 4                | 3                | 0                | 389              | 22               | 3,39             | 90,1 %           | 0                |                  | -                | -  | -                    | -                    | -                    | -                    | -                    | -                    | -                    |                      |                      |
| 1993-1994  | Senators de Thunder Bay             | CoHL        | 52 | 35               | 11               | 4                | 2900             | 150              | 3,10             | 90 %             | 2                |                  | 8                | 7  | 1                    | 493                  | 18                   | 2,19                 |                      | 2                    |                      |                      |                      |
| 1994-1995  | Senators de Thunder Bay             | CoHL        | 2  | 2                | 0                | 0                | 120              | 6                | 3,00             | 89,7 %           | 1                |                  | -                | -  | -                    | -                    | -                    | -                    | -                    | -                    | -                    |                      |                      |
| 1994-1995  | Senators de l'Île-du-Prince-Édouard | LAH         | 32 | 13               | 14               | 3                | 1817             | 94               | 3,10             | 90,6 %           | 2                |                  | -                | -  | -                    | -                    | -                    | -                    | -                    | -                    | -                    |                      |                      |
| 1995-1996  | Aces de Cornwall                    | LAH         | 55 | 25               | 21               | 5                | 2972             | 144              | 2,91             | 89,3 %           | 3                |                  | 8                | 3  | 5                    | 470                  | 21                   | 2,68                 |                      | 1                    |                      |                      |                      |
| 1996-1997  | Bears de Hershey                    | LAH         | 66 | 34               | 22               | 9                | 3811             | 160              | 2,52             | 91,4 %           | 6                |                  | 23               | 14 | 8                    | 1364                 | 59                   | 2,59                 | 91,6 %               | 1                    |                      |                      |                      |
| 1997-1998  | Bulldogs de Hamilton                | LAH         | 52 | 24               | 17               | 11               | 3138             | 149              | 2,85             | 91,3 %           | 2                |                  | 7                | 3  | 4                    | 414                  | 20                   | 2,85                 | 91,5 %               | 0                    |                      |                      |                      |
| 1998-1999  | Wolf Pack de Hartford               | LAH         | 59 | 28               | 26               | 3                | 3392             | 182              | 3,22             | 89,8 %           | 2                |                  | 7                | 3  | 4                    | 447                  | 22                   | 2,95                 | 91,1 %               | 0                    |                      |                      |                      |
| 1999-2000  | Wolf Pack de Hartford               | LAH         | 49 | 27               | 13               | 7                | 2853             | 120              | 2,52             | 92,4 %           | 1                |                  | 22               | 15 | 7                    | 1320                 | 48                   | 2,18                 | 93,5 %               | 3                    |                      |                      |                      |
| 1999-2000  | Rangers de New York                 | LNH         | 1  | 0                | 1                | 0                | 60               | 3                | 3,00             | 86,4 %           | 0                |                  | -                | -  | -                    | -                    | -                    | -                    | -                    | -                    | -                    |                      |                      |
| 2000-2001  | Wolf Pack de Hartford               | LAH         | 8  | 4                | 2                | 1                | 394              | 20               | 3,04             | 91,1 %           | 0                |                  | -                | -  | -                    | -                    | -                    | -                    | -                    | -                    | -                    |                      |                      |
| 2000-2001  | Crunch de Syracuse                  | LAH         | 37 | 15               | 15               | 5                | 2201             | 105              | 2,86             | 92,4 %           | 2                |                  | 5                | 2  | 3                    | 323                  | 18                   | 3,34                 | 92,0 %               | 0                    | 2                    |                      |                      |
| 2001-2002  | Crunch de Syracuse                  | LAH         | 51 | 27               | 16               | 7                | 2993             | 109              | 2,18             | 92,8 %           | 9                |                  | 10               | 6  | 4                    | 596                  | 19                   | 1,91                 | 93,9 %               | 2                    | 6                    |                      |                      |
| 2001-2002  | Blue Jackets de Columbus            | LNH         | 3  | 1                | 1                | 0                | 117              | 6                | 3,08             | 91,2 %           | 0                |                  | -                | -  | -                    | -                    | -                    | -                    | -                    | -                    | -                    |                      |                      |
| 2002-2003  | Blue Jackets de Columbus            | LNH         | 11 | 2                | 4                | 0                | 451              | 27               | 3,59             | 88,4 %           | 0                |                  | -                | -  | -                    | -                    | -                    | -                    | -                    | -                    | -                    |                      |                      |
| 2002-2003  | Crunch de Syracuse                  | LAH         | 4  | 1                | 2                | 1                | 247              | 11               | 2,68             | 91,7 %           | 0                |                  | -                | -  | -                    | -                    | -                    | -                    | -                    | -                    | -                    |                      |                      |
| 2003-2004  | Lada Togliatti                      | Superliga   | 30 | 0                | 0                | 0                | 1718             | 40               | 1,40             | 93,7 %           | 8                |                  | -                | -  | -                    | -                    | -                    | -                    | -                    | -                    | -                    |                      |                      |
| 2003-2004  | Garaga de Saint-Georges             | LHSMQ       | 11 | 8                | 1                | 2                | 669              | 22               | 1,97             | 93,3 %           | 2                |                  | 23               | 16 | 4                    | 1308                 | 62                   | 2,84                 | 91,5 %               | 2                    | 10                   |                      |                      |
| 2004-2005  | Augsburger Panther                  | DEL         | 50 |                  |                  |                  | 2970             | 139              | 2,81             | 91,1 %           | 3                |                  | 5                |    |                      | 298                  | 17                   | 3,42                 | 91,7 %               | 0                    | 4                    |                      |                      |
| 2005-2006  | Ice Tigers de Nuremberg             | DEL         | 49 |                  |                  |                  | 2888             | 104              | 2,16             | 92,7 %           | 4                |                  | 3                |    |                      | 220                  | 17                   | 4,63                 | 85,0 %               | 0                    |                      |                      |                      |
| 2006-2007  | Ice Tigers de Nuremberg             | DEL         | 48 |                  |                  |                  | 2539             | 103              | 2,43             | 92,0 %           | 5                |                  | 13               |    |                      | 826                  | 38                   | 2,76                 | 92,0 %               | 2                    |                      |                      |                      |
| 2007-2008  | Capitals de Vienne                  | EBEL        | 6  |                  |                  |                  |                  |                  | 1,94             | 93,6 %           |                  |                  | -                | -  | -                    | -                    | -                    | -                    | -                    | -                    | -                    |                      |                      |
| 2008-2009  | Capitals de Vienne                  | EBEL        | 44 | 26               | 12               | 6                | 2645             | 117              | 2,65             | 91,6 %           | 5                |                  | 11               | 5  | 6                    | 658                  | 25                   | 2,28                 | 92,7 %               | 1                    |                      |                      |                      |
| 2009-2010  | Generals de Flint                   | IHL         | 12 | 3                | 6                | 2                | 621              | 37               | 3,57             | 89,5 %           | 0                |                  | -                | -  | -                    | -                    | -                    | -                    | -                    | -                    | -                    |                      |                      |
| 2010-2011  | Saint-François de Sherbrooke        | LNAH        | 4  | 1                | 2                | 1                | 241              | 11               | 2,74             | 91,6 %           | 0                |                  | -                | -  | -                    | -                    | -                    | -                    | -                    | -                    | -                    |                      |                      |
| Totaux LNH | Totaux LNH                          | Totaux LNH  | 15 | 3                | 6                | 0                | 628              | 36               | 3,44             | 88,9 %           | 0                | 2                | -                | -  | -                    | -                    | -                    | -                    | -                    | -                    | -                    |                      |                      |

## Récompenses
- Saison 1996-1997
  - Trophée Harry-« Hap »-Holmes
  - Trophée Aldege-« Baz »-Bastien
  - Trophée Les-Cunningham
  - 1re équipe des étoiles de la LAH
- Saison 1999-2000
  - Trophée Harry-« Hap »-Holmes
- Saison 2001-2002
  - 2e équipe des étoiles de la LAH
- Saison 2010-2011
  - Coupe Canam